# Depokrejo (Ngombol)
Depokrejo is een bestuurslaag in het regentschap Purworejo van de provincie Midden-Java, Indonesië. Depokrejo telt 413 inwoners (volkstelling 2010).